# إلهام أبو الجدايل
إلهام أبو الجدايل (15 أغسطس 1959 في جدة، السعودية -) باحثة وعالمة سعودية حاصلة على الدكتوراه في علم المناعة من كلية الملك لندن، وهي أول سعودية تحصل على براءة اختراع في إنتاج الخلايا الجذعية الأصيلة من الخلايا البالغة لتجديد النسيج البشري، والذي يساعد في علاج أمراض الدم كالسرطان، ونقص المناعة المكتسب (الإيدز)، والشلل الرعاش والزهايمر وغيرها، وأُطلق على هذه الطريقة العلاجية اسم «التخصص الارتجاعي»، وقد وثّقَ هذا الاكتشاف في جامعة كامبريدج البريطانية.

## مسيرتها
درست الابتدائية في روضة المعارف بجدة والمتوسطة والثانوية في دار الحنان بجدة، حصلت على
بكالوريوس في علم أحياء الخلية مع علم المناعة من كلية كينجز في لندن، ودكتوراه في علم المناعة من نفس الكلية عام 1989، وهي باحثة بجامعة كامبريدج البريطانية ومديرة شركة تريستم بالولايات المتحدة الأمريكية، وأيضًا باحثة في علم المناعة السريرية، وعلم المناعة التشخيصي، وسبب نشوء مرض الاضطرابات المناعية في كلية كنجز لندن، شعبة المناعة ومستشفى لندن الملكي، شعبة مبحث الدم 1997-1999، وحصلت أيضاً على دليل جزيء في مساندة عملية التفاضل الارتجاعي، ومن عام 1991 حتى 1996 عملت بمستشفى الملك فهد للقوات المسلحة كاستشارية مناعة في شعبة علم الأمراض. كما ساهمت في الإشراف على برامج عضوية الكلية الملكية لعلم الأمراض والدكتوراه في المستشفى، ولها 14 مقالًا منشورًا تضمنت أوراقاً وملخصات في مجلات مراجعة من قبل الأقران 1982-1984.

## براءة الاختراع
استطاعت إلهام توليد خلايا جذعية أصلية من خلايا بالغة، خلاف ما يحصل في الطبيعة، حيث إن الخلايا الجذعية تتحول إلى خلايا بالغة، مما يؤدي إلى استحداث النسيج البشري وخاصةً الدم، وبالتالي علاج الكثير من أمراض الدم، ونقص المناعة الخلقي، والأمراض الأخرى الناتجة عن اضطرابات الدم، وقام البروفيسور أدريان وهو استشاري بكلية طب مستشفى لندن الملكي بنفس الأبحاث والطريقة التي سجلتها أبو الجدايل ببراءة الاختراع وكانت النتيجة مطابقة، وحصلت على براءة اختراع لاكتشافها هذا من 73 دولة حول العالم.